# Mic Dubbed
Mic Dubbed (auch kurz: MD) (von Dubbed oder Dubbing von englisch to dub, deutsch: synchronisieren, und Mic für Mikrofon) ist ein Ausdruck zu einer Audioaufnahmetechnik und bedeutet dabei das Ersetzen des Originaltons in Videomaterial.

## Begriff
Mic Dubbed  bezeichnet in der Warez-Szene den im Kinosaal illegal mitgeschnittenen Ton eines Filmes. Der Ton wird dann zu einer vorhandenen Bildquelle dazugefügt. In den meisten Fällen wird das Videomaterial des Herstellungslandes des Filmes verwendet, da die Filme in den Herstellungsländern zuerst erscheinen und somit üblicherweise schon eine Videoquelle vorhanden ist.

## Vorgehensweise
Bei Mic-Dubbed-Filmen wird der Filmton durch einen MP3-Player mit Line-In -Anschluss und aufgestecktem Mikrofon aufgenommen. Einfacherweise wird hierzu auch das integrierte Mikrofon des Camcorders verwendet. Der Ton ist im Vergleich zu Line Dubbed qualitativ minderwertig, da z. B. Lachen oder Unterhaltungen der Kinobesucher mit aufgezeichnet werden. Die Qualität der Aufnahme kann stark schwanken, da sie vor allem von den äußeren Umständen abhängig ist, z. B. von der Sitzposition oder auch von der generellen Lautstärke im Kino.
In den seltensten Fällen wird parallel auch das Bild von der Kinoleinwand abgefilmt ("Cam-Rip"). Man greift in der Regel auf vorhandenes Bildmaterial aus dem Herstellungsland des Filmes zurück, da das Erscheinungsdatum dort meist weit vor dem anderer Länder liegt und üblicherweise schon eine oder mehrere Videosourcen vorhanden sind.
Es wird das Original-Videomaterial demultiplext, was bedeutet, dass Video und Ton getrennt werden. Zum Ersetzen der Tonspur benutzt man z. B. das Schnittprogramm Sony Vegas. Dort werden die beiden Audiodateien in Wellenform übereinander angezeigt. Nun wird der im Kino aufgenommene Ton an den Originalton angepasst, wobei auch die Anpassung an die richtige Bildrate beachtet werden muss. Sobald beide Audiodateien synchron sind, kann der Mikrofon-Ton mit der Videodatei zusammengeführt werden.